# 甘草店镇
甘草店镇，是中华人民共和国甘肃省兰州市榆中县下辖的一个乡镇级行政单位。

## 行政区划
甘草店镇下辖以下地区：
三墩营村、西村、东村、果园村、项家堡村、钱家坪村、咸水岔村、车道岭村、唐家岔村、克涝村、蔡家沟村、郭家湾村和好地岔村。